# Magné (Vienne)
Pour les articles homonymes, voir Magné.
Magné est une commune du Centre-Ouest de la France, située dans le département de la Vienne en région Nouvelle-Aquitaine.

## Géographie
Située au sud-ouest de Poitiers, la commune de Magné fait partie du Pays Civraisien. Le bourg se trouve à 2 km de Gençay.

### Communes limitrophes
| Marnay                  | Gençay             |       |
|                         | Magné              | Brion |
| Champagné-Saint-Hilaire | La Ferrière-Airoux |       |

### Climat
Pour des articles plus généraux, voir Climat de la Nouvelle-Aquitaine et Climat de la Vienne.
Historiquement, la commune est exposée à un climat océanique du nord-ouest.
En 2020, Météo-France publie une typologie des climats de la France métropolitaine dans laquelle la commune est exposée à un climat océanique altéré et est dans la région climatique  Poitou-Charentes, caractérisée par un bon ensoleillement, particulièrement en été et des vents modérés.
Pour la période 1971-2000, la température annuelle moyenne est de 12 °C, avec une amplitude thermique annuelle de 14,8 °C. Le cumul annuel moyen de précipitations est de 805 mm, avec 11,5 jours de précipitations en janvier et 6,9 jours en juillet. Pour la période 1991-2020, la température moyenne annuelle observée sur la station météorologique la plus proche, située sur la commune de La Ferrière-Airoux à 3,95 km à vol d'oiseau, est de 12,4 °C et le cumul annuel moyen de précipitations est de 762,1 mm,. Pour l'avenir, les paramètres climatiques de la commune estimés pour 2050 selon différents scénarios d’émission de gaz à effet de serre sont consultables sur un site dédié publié par Météo-France en novembre 2022.

## Urbanisme

### Typologie
Au 1er janvier 2024, Magné est catégorisée commune rurale à habitat dispersé, selon la nouvelle grille communale de densité à sept niveaux définie par l'Insee en 2022.
Elle est située hors unité urbaine. Par ailleurs la commune fait partie de l'aire d'attraction de Poitiers, dont elle est une commune de la couronne,. Cette aire, qui regroupe 97 communes, est catégorisée dans les aires de 200 000 à moins de 700 000 habitants,.

### Occupation des sols
L'occupation des sols de la commune, telle qu'elle ressort de la base de données européenne d’occupation biophysique des sols Corine Land Cover (CLC), est marquée par l'importance des territoires agricoles (89,8 % en 2018), une proportion sensiblement équivalente à celle de 1990 (90,1 %). La répartition détaillée en 2018 est la suivante : 
terres arables (70,9 %), prairies (11,6 %), forêts (8,1 %), zones agricoles hétérogènes (7,3 %), zones urbanisées (2,1 %). L'évolution de l’occupation des sols de la commune et de ses infrastructures peut être observée sur les différentes représentations cartographiques du territoire : la carte de Cassini (XVIIIe siècle), la carte d'état-major (1820-1866) et les cartes ou photos aériennes de l'IGN pour la période actuelle (1950 à aujourd'hui).

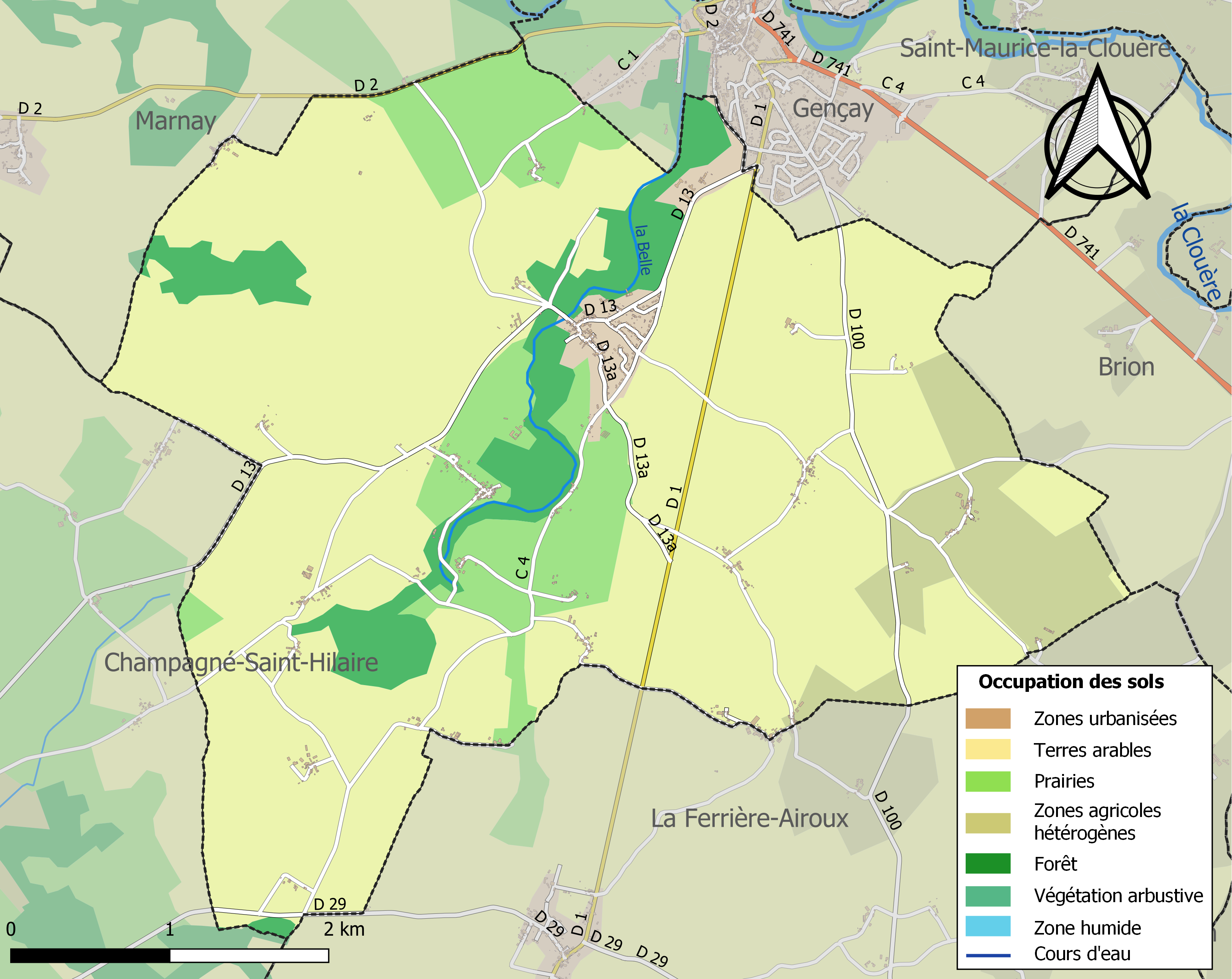
Carte des infrastructures et de l'occupation des sols de la commune en 2018 (CLC).

### Risques majeurs
Le territoire de la commune de Magné est vulnérable à différents aléas naturels : météorologiques (tempête, orage, neige, grand froid, canicule ou sécheresse), mouvements de terrains et séisme (sismicité modérée). Il est également exposé à un risque technologique, le transport de matières dangereuses. Un site publié par le BRGM permet d'évaluer simplement et rapidement les risques d'un bien localisé soit par son adresse soit par le numéro de sa parcelle.

#### Risques naturels

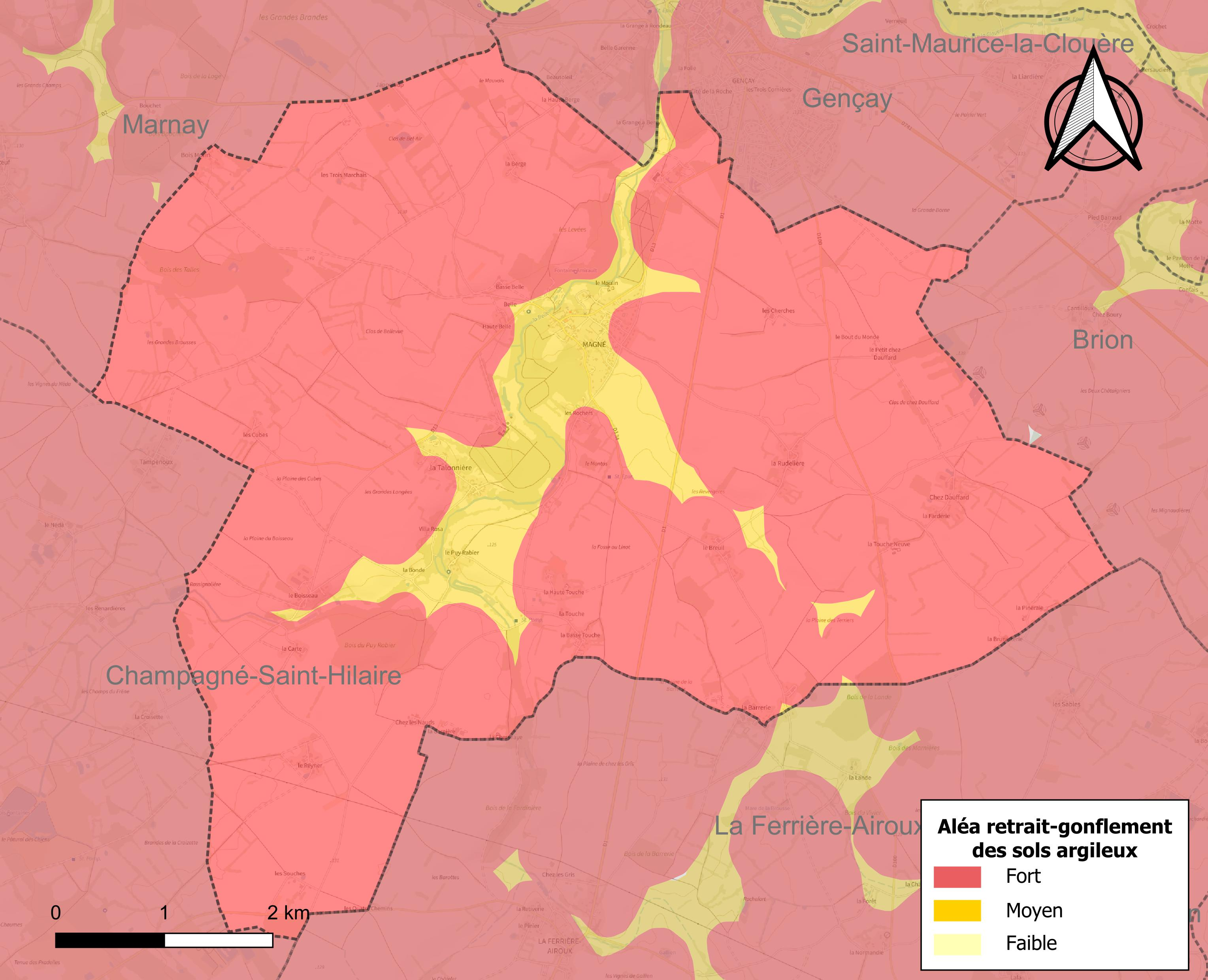
Carte des zones d'aléa retrait-gonflement des sols argileux de Magné.

Les mouvements de terrains susceptibles de se produire sur la commune sont des affaissements et effondrements liés aux cavités souterraines (hors mines) et des tassements différentiels. Afin de mieux appréhender le risque d’affaissement de terrain, un inventaire national permet de localiser les éventuelles cavités souterraines sur la commune. Le retrait-gonflement des sols argileux est susceptible d'engendrer des dommages importants aux bâtiments en cas d’alternance de périodes de sécheresse et de pluie. La totalité de la commune est en aléa moyen ou fort (79,5 % au niveau départemental et 48,5 % au niveau national). Depuis le 1er octobre 2020, en application de la loi ÉLAN, différentes contraintes s'imposent aux vendeurs, maîtres d'ouvrages ou constructeurs de biens situés dans une zone classée en aléa moyen ou fort,.
La commune a été reconnue en état de catastrophe naturelle au titre des dommages causés par les inondations et coulées de boue survenues en 1982, 1983, 1999 et 2010, par la sécheresse en 2003 et 2017 et par des mouvements de terrain en 1999 et 2010.

## Histoire

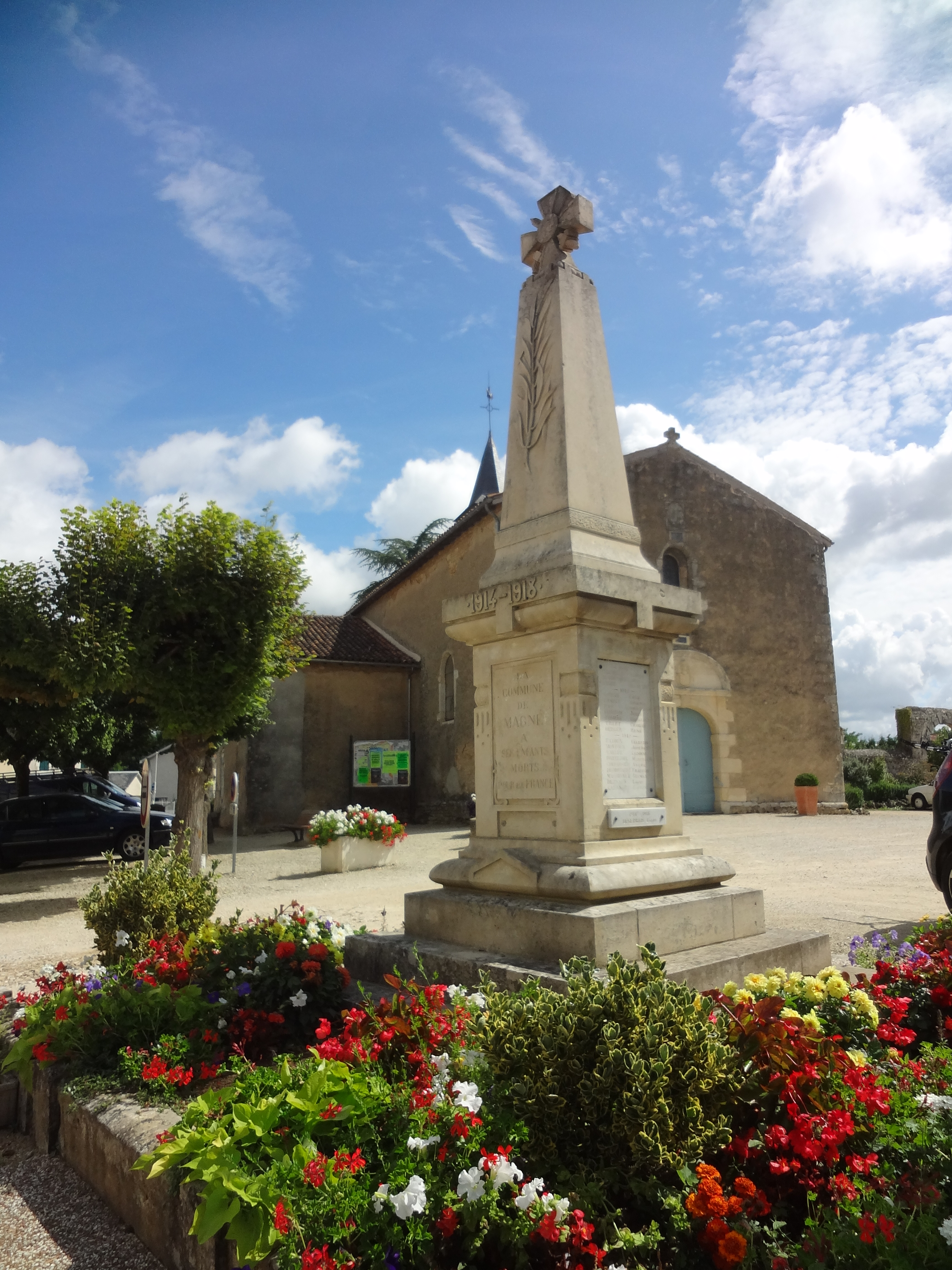
Monument aux morts de 1914-1918.

La commune de Magné est fréquentée par les humains depuis plusieurs millénaires. La preuve est apportée par le petit dolmen situé au lieudit le Rocher, qui renfermait des sépultures celtiques. Des armes en silex et des fragments de poterie ont été trouvés en ce lieu au début du XXe siècle. Ces artéfacts ont été déposés au musée Sainte-Croix de Poitiers.
La période gallo-romaine est caractérisée par une exploitation métallurgique assez importante.
Sur la place de l'Église, un cimetière mérovingien s'étend jusque devant les grilles de la mairie et atteste d'une présence humaine durant cette période.
Le sous-sol, par endroits calcaire, a permis l'extraction de la pierre à bâtir et l'installation de fours à chaux sur le territoire de la commune. Le dernier s'est arrêté vers 1940.

## Politique et administration

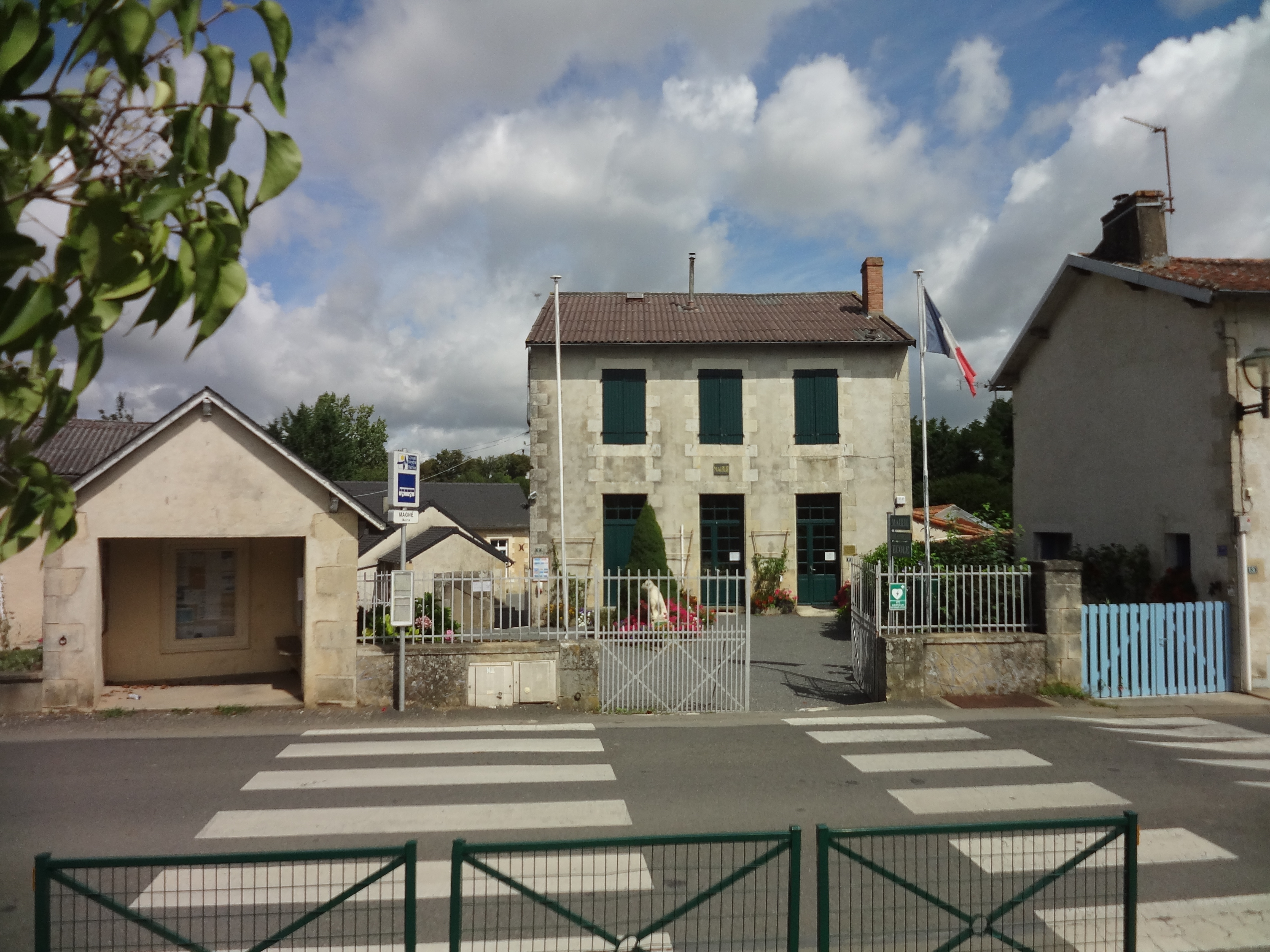
Mairie de Magné.

### Liste des maires
| Période | Période  | Identité               | Étiquette | Qualité |
| ------- | -------- | ---------------------- | --------- | ------- |
| 1860    | 1896     | Mr le Comte de Briey   |           |         |
| 1896    | 1925     | Mr Arnault Baptiste    |           |         |
| 1925    | 1935     | Mr Sauzet Eugène       |           |         |
| 1934    | 1944     | Mr Dupont Emile        |           |         |
| 1936    | 1939     | Mr Bouthet Henri       |           |         |
| 1983    | 1992     | Mr Souil Raymond       |           |         |
| 1944    | 1983     | Mr Guignet Clément     |           |         |
| 1995    | 2001     | Mr Coindeau Jean       |           |         |
| 2001    | 2014     | Mr Jean Bibault        |           |         |
| 2014    | en cours | Mme Murielle Phelippon |           |         |

### Instances judiciaires et administratives
La commune relève du tribunal d'instance de Poitiers, du tribunal de grande instance de Poitiers, de la cour d'appel  de Poitiers, du tribunal pour enfants de Poitiers, du conseil de prud'hommes de Poitiers, du tribunal de commerce de Poitiers, du tribunal administratif de Poitiers et de la cour administrative d'appel  de  Bordeaux, du tribunal des pensions de Poitiers, du tribunal des affaires de la Sécurité sociale de la Vienne, de la cour d’assises de la Vienne.

## Démographie
L'évolution du nombre d'habitants est connue à travers les recensements de la population effectués dans la commune depuis 1793. Pour les communes de moins de 10 000 habitants, une enquête de recensement portant sur toute la population est réalisée tous les cinq ans, les populations de référence des années intermédiaires étant quant à elles estimées par interpolation ou extrapolation. Pour la commune, le premier recensement exhaustif entrant dans le cadre du nouveau dispositif a été réalisé en 2004.

En 2022, la commune comptait 672 habitants, en évolution de −0,59 % par rapport à 2016 (Vienne : +0,6 %, France hors Mayotte : +2,11 %).
| 1793 | 1800 | 1806 | 1821 | 1831 | 1836 | 1841 | 1846 | 1851 |
| ---- | ---- | ---- | ---- | ---- | ---- | ---- | ---- | ---- |
| 509  | 435  | 531  | 518  | 653  | 653  | 607  | 684  | 693  |

| 1856 | 1861 | 1866 | 1872 | 1876 | 1881 | 1886 | 1891 | 1896 |
| ---- | ---- | ---- | ---- | ---- | ---- | ---- | ---- | ---- |
| 745  | 688  | 675  | 743  | 785  | 789  | 789  | 786  | 705  |

| 1901 | 1906 | 1911 | 1921 | 1926 | 1931 | 1936 | 1946 | 1954 |
| ---- | ---- | ---- | ---- | ---- | ---- | ---- | ---- | ---- |
| 748  | 724  | 765  | 713  | 711  | 691  | 704  | 738  | 643  |

| 1962 | 1968 | 1975 | 1982 | 1990 | 1999 | 2004 | 2006 | 2009 |
| ---- | ---- | ---- | ---- | ---- | ---- | ---- | ---- | ---- |
| 630  | 600  | 528  | 460  | 510  | 504  | 575  | 611  | 622  |

| 2014 | 2019 | 2022 | - | - | - | - | - | - |
| ---- | ---- | ---- | - | - | - | - | - | - |
| 676  | 674  | 672  | - | - | - | - | - | - |

En 2008, selon l’Insee, la densité de population de la commune était de 31 hab./km2 contre 61 hab./km2 pour le département, 68 hab./km2 pour la région Poitou-Charentes et 115 hab./km2 pour la France.

## Économie
Selon la direction Régionale de l'Alimentation, de l'Agriculture et de la Foret de Poitou-Charentes, il n'y a plus que 21 exploitations agricoles en 2010 contre 32 en 2000.
Les surfaces agricoles utilisées ont toutefois augmenté de 23 % et sont passées de 1 758 hectares en 2000 à 2 178 hectares en 2010 dont 572 irrigables. Ces chiffres indiquent une concentration des terres sur un nombre plus faible d’exploitations. Cette tendance est conforme à l’évolution  constatée sur tout le département de la Vienne puisque de 2000 à 2007, chaque exploitation a gagné en moyenne 20 hectares.
47 % des surfaces agricoles sont destinées à la culture des céréales (blé tendre essentiellement mais aussi orges et maïs), 28 % pour les oléagineux (2/3 en colza et 1/3 en tournesol), 18 % pour le fourrage et 2 % reste en herbes. En 2000, 3 hectares (1 en 2010) étaient consacrés à la vigne.
5 exploitations en 2010 comme en 2000 abritent un élevage de bovins (685 têtes en 2010 contre 610 en 2000). 9 exploitations en 2010 (contre 13 en 2000) abritent un élevage d'ovins (1 612 têtes en 2010 contre 1 291 têtes en 2000). Cette évolution est inverse à la tendance globale du département de la Vienne. En effet, le troupeau d’ovins, exclusivement destiné à la production de viande, a diminué de 43,7 % de 1990 à 2007. En 2011, le nombre de têtes dans le département de la Vienne était de 214 300.
L'élevage de volailles a  disparu au cours de cette décennie (3 565 têtes sur 11 fermes en 2000).

## Culture locale et patrimoine

### Lieux et monuments

#### Château de la Roche

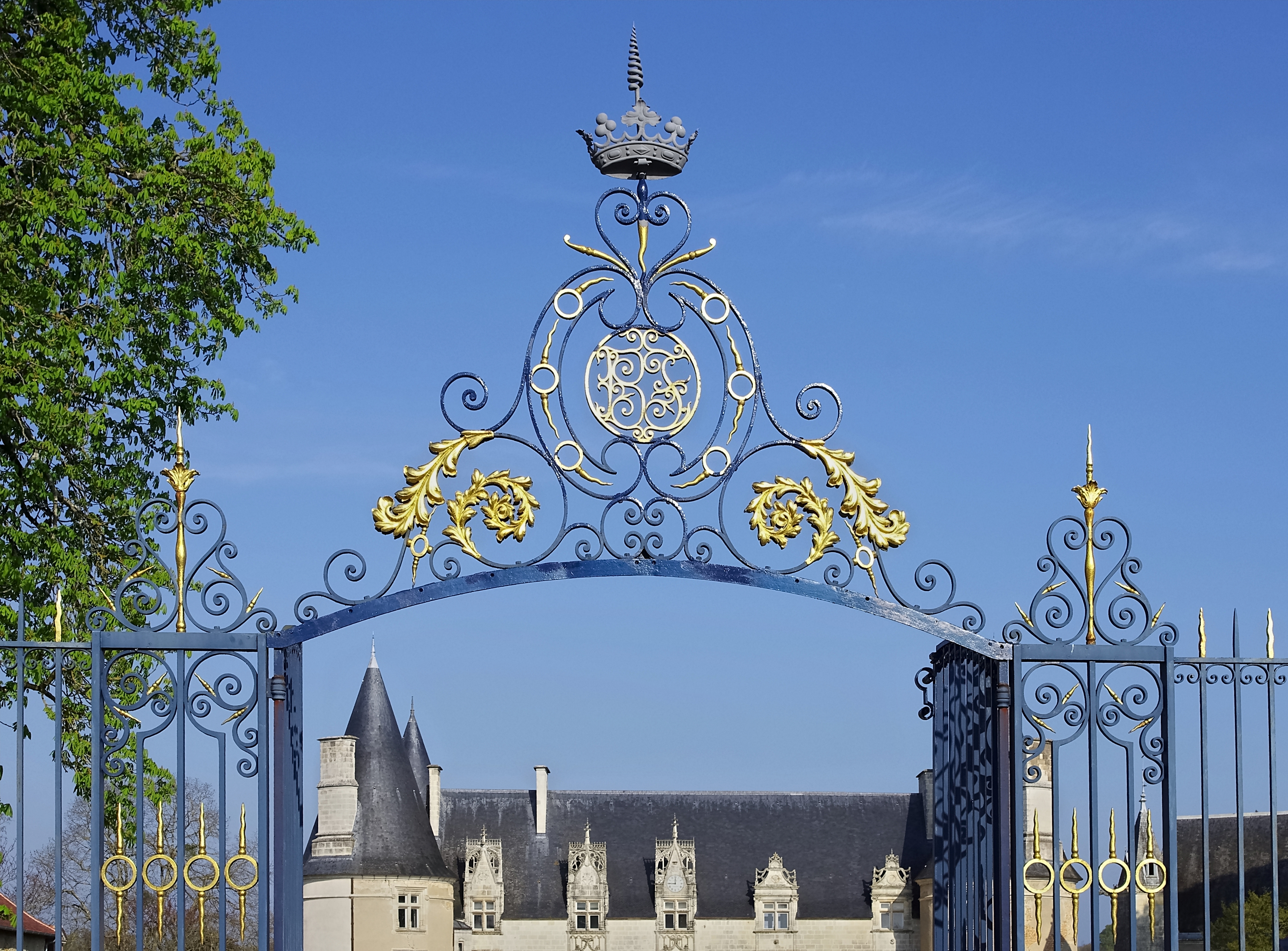

Le château de La Roche-Gençay est l'objet d'une inscription depuis 1981  pour ses communs, sa chapelle, sa bibliothèque, l'escalier, le salon, la salle à manger, son élévation, sa tour, sa toiture et l'ensemble de son décor intérieur.
Datant du XVe siècle, il abrite le musée de l'ordre de Saint-Jean de Jérusalem.
C'est l'une des plus belles demeures seigneuriales du département de la Vienne de par l'harmonie de son ensemble. Le château domine majestueusement la vallée de la Belle.
Sa construction s'étend de la fin du XVe siècle jusqu'au XVIIIe siècle. En 1603, il était déjà composé d'un « vieux logis », dont il ne subsiste plus, depuis les travaux de 1872, qu'un commencement de couloir souterrain menant à la « salle des chevaliers », salle ronde taillée dans le roc, qui, jusqu'en 1878, possédait un jour naturel dans le rocher alors à pic. Des apports de terre ont transformé cet à-pic en pente douce vers la rivière, obstruant ainsi cet orifice. Il subsiste aussi une partie alors récente, qui constitue le début du château actuel. Une deuxième phase de travaux correspond à la façade donnant sur la Belle qui mêle des sculptures des styles gothiques et Renaissance. Une troisième phase a permis de relier la tour sud à la tour ouest. Enfin, de 1870 à 1872, sont édifiés la tour nord et le corps de bâtiment la reliant à la tour est, l'ouverture d'une porte, le perron face à la Belle. Cette phase est aussi marquée par la restauration des parties anciennes et par le couronnement de l'édifice d'une bordure de pierre ouvragée. Un campanile, avec trois cloches de bronze fut monté au milieu de la toiture. Il a été supprimé en 1987.
Le parc aurait été dessiné par Le Nôtre. Il possède deux sources : celle dite « du parc de Magné » et celle dite « des Coutières » située au pied du château.
On visite uniquement (en 2011), le rez-de-chaussée, la salle à manger et l'enfilade de trois petits salons avec de beaux parquets à la française et des boiseries d'origine. Ces pièces sont agrémentées d'un mobilier d'époque, d’innombrables portraits de famille, de tapisseries et d'un lustre en cristal de Bohême. Le château a reçu en 2003, selon l'office du Tourisme de la Vienne en 2003, 1 300 visiteurs.
La chapelle a été construite vers 1530. Elle a connu de nombreuses transformations jusqu'en 1880 pour accueillir de magnifiques vitraux qui ont été primés à l'Exposition Universelle de 1870. L'autel est en boiserie de style gothique. La chapelle est surmontée d'une croix de pierre sculptée, qui a remplacé, en 1872, un double arceau de pierre.
La décoration intérieure est du XVIIIe siècle.
Le musée est installé dans les dépendances du château. C'est le seul musée en France à être consacré à l'ordre souverain de Malte. Le musée a été créé par le comte Géraud Michel de Pierredon, bailli de l'ordre souverain de Malte, ancien hospitalier et représentant de l'Ordre auprès du gouvernement français.
Le musée retrace l'histoire de l'ordre de Saint-Jean de Jérusalem et de l'ordre souverain de Malte des origines à nos jours à travers des cartes, des médailles, des armures et des films.

#### Église

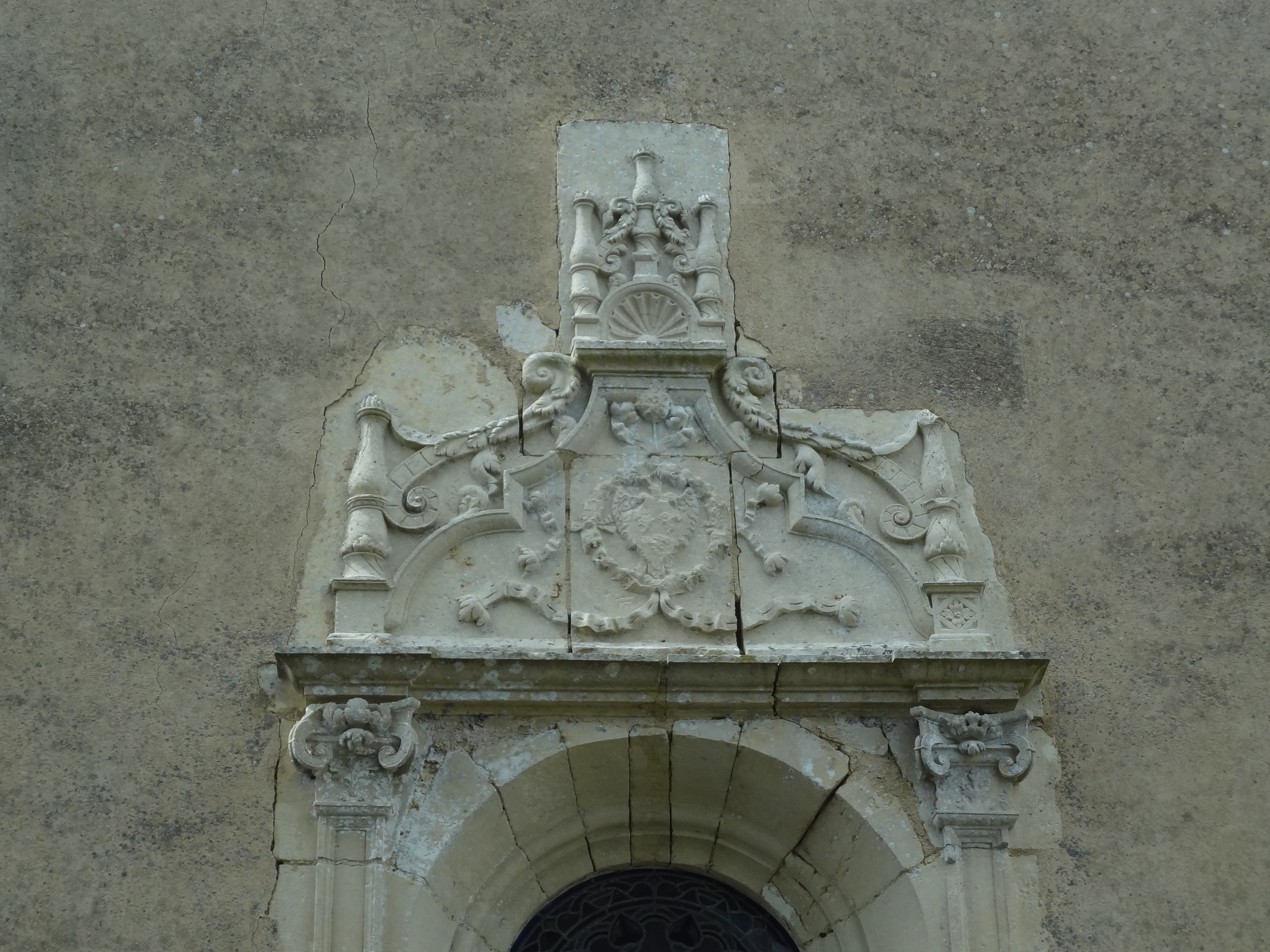
Détail de la façade orientale de l'église de Magné.

L'église Saint-Médard de Magné a eu une histoire très mouvementée (inscription en 1952) ;
Un premier édifice date de la fin du XIIe siècle, ou début du XIIIe. En 1569, les protestants, qui assiégeaient Poitiers, brûlèrent l'église. Le bénitier actuel et les fonts baptismaux datent de cette première  église, de même que certaines têtes de chapiteaux visibles sur les murs extérieurs.
Jusqu'en 1661, le culte était célébré dans l’église en ruine en se servant de la chapelle dite Bellaudeau  qui porte le nom du curé qui la construite en 1560, comme chœur. La nouvelle église Saint-Médard fut construite au niveau de la place sur laquelle se trouve la porte principale de l'église. Comme il fallait que le chœur soit plus haut que la nef, il fut décidé de surélever le sol de  la chapelle Bellaudeau de deux mètres. Puis les chapelles latérales furent construites. En 1664, les travaux sont  terminés.
L'église a peu changé depuis le XVIIe siècle.

#### Fontaine de Puyrabier
Le Puyrabier est un hameau très ancien. Il est déjà cité en 1286. En 1334, ce lieu est appelé arbergamentum de puteo ralerii, traduit par un latiniste comme « le fief du mont de la source de la rivière ». Les maisons sont en effet bâties sur le flanc d'un petit coteau dominant une fontaine très connue dans la région. On y voit encore un logis avec des sculptures du XVe siècle.
La fontaine (privée) de 7 mètres de profondeur est la source de la Belle.

#### Parc de la Belle
Le parc s'étend sur une surface vallonnée de 15 hectares, sur les rives de la Belle.
Il abrite plus de 20 000 plantes et de multiples essences d'arbres. Des près bas ont été aménagés. Une zone naturelle humide et de bois a été remis en valeur. Le parc s'est enrichi d'un labyrinthe en osier vivant sur plus de 200 mètres linéaires.
La demeure bourgeoise qui héberge l'accueil des visiteurs a été rénovée. Elle est typique du patrimoine poitevin : ancienne bâtisse de maître, jardin de curé, potager (d'ornement aujourd'hui), four à pain, serre, lavoir.
Une petite ferme abrite des animaux domestiques.
La communauté du Pays Gencéen a confié la gestion du parc à Emmanuel le Grelle (directeur de la Vallée des Singes) en 2006. Pour compléter l'activité du site, des cabanes dans les arbres ont été construites.Elles peuvent accueillir deux à six personnes. Elles sont construites dans le respect de la nature et des arbres, sans aucun clou, entre 4 et 14 mètres de hauteur.

### Personnalités liées à la commune
- Camille-Albert de Briey (1826-1888), évêque de Saint-Dié de 1876 à 1888.
- Raymond Susset (1895-1991), homme politique.
- Géraud Michel de Pierredon (1916-2006), diplomate.

### Articles de Wikipédia
- Liste des communes de la Vienne
- Liste des anciennes communes de la Vienne

## Sources